# Rex Maughan
Rex Maughan foi um empresário norte-americano, fundador, presidente e CEO da Forever Living Products e da Terry Labs , líder mundial em vendas de produtos a base de Aloe Vera (babosa), detendo cerca de 85% de toda plantação do mundo.
Rex G. Maughan foi o fundador, presidente e CEO da Forever Living Products. Ele era um mórmon filantropo que já doou milhões de dólares para boas causas.
Maughan cresceu em uma fazenda em Soda Springs, Idaho e serviu uma missão de tempo integral da Igreja de Jesus Cristo dos Santos dos Últimos Dias em Samoa. Rex conheceu sua esposa Ruth na Brigham Young University (BYU). Os dois se casaram pouco tempo depois, e quando Ruth graduou-se na BYU com uma licenciatura em ensino fundamental, ela e Rex mudaram-se para o Arizona. Ruth era professora, enquanto Rex terminava a sua licenciatura na Universidade Estadual do Arizona, acabando por ganhar o seu Bacharelado em Contabilidade em 1962.
Maughan começou a investir na aquisição de terras enquanto ainda estava trabalhando como contador no início dos anos 60. Comprava alguns hectares aqui, uma pequena fazenda lá. Então, cansado da contabilidade, ele se juntou a Del Webb e passou os próximos 13 anos a trabalhar neste ramo, com pecuária, agricultura e corretagem de grandes áreas.
Rex e Ruth tiveram três filhos e 12 netos.
Maughan fundou a Forever Living Products em um escritório de duas salas. A empresa inicialmente fez loções a base da planta aloe vera (babosa). A linha de produtos cresceu e se diversificou, agora abrangendo 190 produtos de saúde e beleza. Sendo que a aloe vera é um ingrediente chave em muitos dos produtos da Forever Living, Maughan se tornou o maior cultivador e processador de aloe vera do mundo.
Ele deu apoio financeiro em várias campanhas políticas, incluindo, a campanha de Mitt Romney para à Presidência dos EUA.
Em 2002 Maughan foi listado na Forbes 400 como o 368º homem mais rico no mundo, com um patrimônio líquido de US $ 600 milhões de dólares.
A empresa Forever Living foi classificada em 340º lugar na lista da Forbes das 500 maiores empresas privadas em 2006. A empresa utiliza um sistema de marketing Multinível (MLM), onde os distribuidores divulgam os produtos localmente e integram a rede cadastrando novas pessoas para fazerem parte dela, recebendo assim bônus.

A Forever Living chegou ao Brasil em 1996, sem campanhas publicitárias veiculadas em televisão ou rádio, contando apenas com a propaganda “boca-a-boca” dos seus milhares de distribuidores que atuam no País, a filial brasileira apresentou em 2005, um surpreendente crescimento de 242%, atingindo uma receita de US$ 20 milhões.
Rex descrevia-se como “um Homem que se fez a si próprio, trabalhador, inteligente, um homem de princípios que ama as pessoas, em especial os distribuidores”. Descrevia o sucesso como “a capacidade de sonhar, de trabalhar muito, de não ter dívidas e de construir uma equipe consistente e criativa.” 
Rex Maughan faleceu no dia 17/07/2021, aos 84 anos, de causas naturais.